# Голик Костянтин Харлампійович
Костянтин Харлампійович Голик (1899, станція Мандрикине Донецької залізниці, тепер у складі міста Донецька Донецької області — ?) — радянський залізничник, начальник Кишинівської залізниці. Член ЦК КП(б) Молдавії в 1941—1949 роках. Депутат Верховної Ради Молдавської РСР 1-го скликання.

## Біографія
Народився в родині робітника. 
Трудову діяльність розпочав у 1915 році робітником залізниці. Працював черговим по станції, був начальником залізничної станції.
Член ВКП(б) з 1927 року.
У 1930—1933 роках — студент інституту інженерів залізничного транспорту.
У 1933—1939 роках — начальник відділення, начальник руху Катерининської (Сталінської) залізниці в місті Дніпропетровську.
У 1939 — липні 1940 року — заступник начальника Сталінської залізниці.
У липні 1940 — липні 1941 року — начальник Кишинівської залізниці.
Під час німецько-радянської війни перебував на відповідальній роботі на залізниці.
У 1944 році — начальник Кишинівської залізниці.
Подальша доля невідома.

## Звання
- директор-полковник руху

## Нагороди
- медаль «За перемогу над Німеччиною у Великій Вітчизняній війні 1941—1945 рр.» (1945)
- медаль «За доблесну працю у Великій Вітчизняній війні 1941—1945 рр.» (1945)
- медалі